# Новосьолки
Новосьолки (рос. Новоселки) — селище Багратіоновського району, Калінінградської області Росії. Входить до складу Гвардійського сільського поселення.
Населення — 37 осіб (2015 рік).